# Rich Girl (Angie Stone)
Rich Girl è il sesto album in studio della cantante statunitense Angie Stone, pubblicato nel 2012.

## Tracce
1. Intro: Real Music – 0:48
2. Do What U Gotta Do – 3:24
3. Backup Plan – 3:26
4. Proud of Me – 3:54
5. First Time – 3:30
6. Guilty – 5:01
7. Interlude (featuring Malcolm-Jamal Warner) – 1:07
8. Alright – 3:52
9. Livin' It Up – 3:39
10. Rich Girl – 3:38
11. Right in Front of Me – 3:03
12. I Can't Take It – 3:21
13. Push N' Pull – 3:25
14. U Lit My Fire – 4:11
15. Sisters (featuring Y'anna Crawley, Tweet, Danetra Moore & Diamond Stone) – 4:14